# Tipula floridensis
Tipula floridensis är en tvåvingeart som beskrevs av Alexander 1926. Tipula floridensis ingår i släktet Tipula och familjen storharkrankar. Inga underarter finns listade i Catalogue of Life.